# Pororoca
Die Pororoca (Tupi: großes Brüllen, großer Lärm), auch Amazonaswelle genannt, ist eine den Amazonas hinauf laufende Tidenwelle.

## Entstehung und Lauf

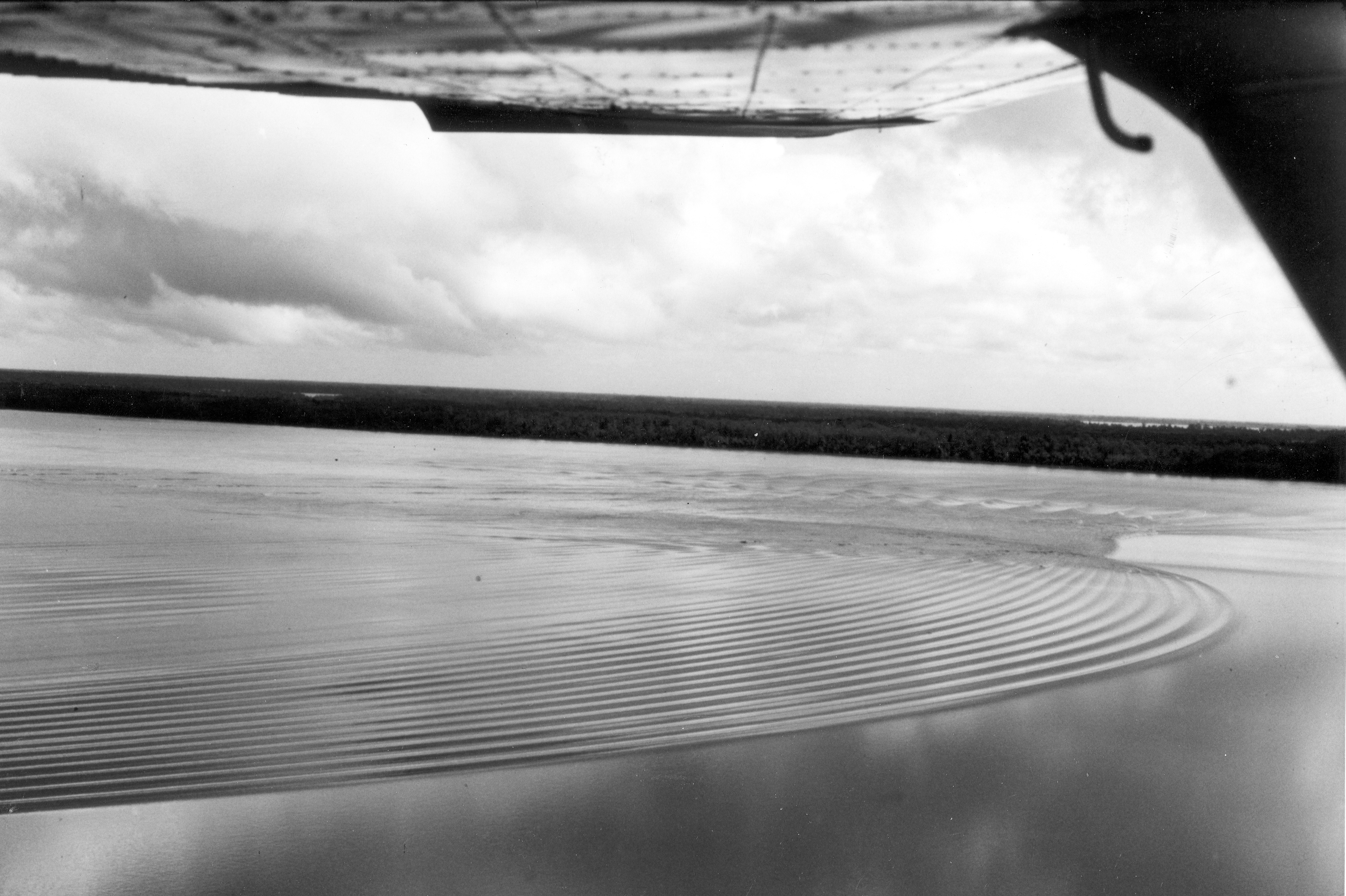
Pororoca am Rio Araguari

Bei Voll- und Neumond werden zweimal pro Tag riesige Wassermengen vom Atlantischen Ozean in die Flussmündung gedrückt. Im Februar und März entstehen die meisten Pororocas. Da der Amazonas zu dieser Jahreszeit sehr wenig Wasser führt, werden die Fluten dann nicht abgehalten.
Die entstandene Springflut türmt sich bis auf fünf Meter Höhe auf und beginnt – durch das geringe Gefälle des Flusses begünstigt – den Strom hinaufzurollen. Die Welle erreicht Geschwindigkeiten von bis zu 65 Kilometer pro Stunde und ist in der Lage, bis zu 800 km nach Óbidos zurückzulegen. Dabei reißt sie mit, was ihr im Wege ist, und überflutet die Uferregionen bis zu 100 Meter vom Ufer.
Das Grollen, welches die Ankunft der Welle ankündigt, lange bevor man sie sehen kann, wird von den Ureinwohnern in der Sprache der Tupí poro'roka genannt, was übersetzt „Wasserdonnerlärm“ bedeutet. Durch diese Geräuschkulisse gewarnt, hat man in der Regel genug Zeit, die Uferzonen zu verlassen.
Aus Sicht der Physik ist diese solitäre Welle ein Soliton, was auch die Wellenschar (Wellenpaket) einschließt. Surfer nutzen das aus, indem sie auf der Folgewelle weitersurfen, wenn sie von der vorderen Welle überholt wurden.

## Auswirkungen
Auf Grund der großen Kraft der Welle liegt die Vermutung nahe, dass sie erheblichen Schaden in der Flora und Fauna der Amazonasregion anrichtet. Tatsächlich hat sich aber die Natur hervorragend an diese Springflut angepasst:
- Die Tiere des betroffenen Bereiches scheinen die Gefahr instinktiv zu spüren. Von Naturforschern wurde beobachtet, dass sie sich, lange bevor das menschliche Ohr das Grollen vernimmt, vom Fluss entfernen und in den Regenwald ziehen. Etwa eine Stunde nach der Welle kehren sie wieder zurück.
- Die Welle trägt zudem dazu bei, dass der Amazonas nicht versandet. Durch ihre Stärke fegt sie den Grund des Amazonas leer und lagert die Sedimente sehr viel weiter flussaufwärts wieder ab. Spätestens in der Regenzeit, wenn der Fluss wieder mehr Wasser führt, werden diese Sedimente erneut umgelagert.
- Die Pororoca hat für den Ackerbau der Ureinwohner eine ebenso starke Bedeutung wie die Nilfluten ehemals für die Ägypter. Die Welle führt große Mengen an Schwebstoffen und fruchtbarem Schlamm mit sich, der zu Teilen an den Ufern hängen bleibt. Nach der Welle eilen die Indios herbei, um mit diesem Schlamm ihre Felder zu düngen.

## Tourismus
In den letzten Jahren war die Pororoca Anziehungspunkt immer größerer Touristenscharen. Im Frühjahr 2005 verfolgten bis zu 1.000 Menschen die Welle. Die Besucher müssen allerdings am gleichen Tag wieder abreisen, da es in der Gegend keine Unterkünfte gibt und auch in Zukunft wohl nicht geben wird: Das von der Pororoca durchlaufene Gebiet ist Nationalpark.
Seit den 1990er-Jahren ist die Pororoca unter Surfern populär. Seit 1999 wird in São Domingos do Capim ein entsprechender Wettbewerb veranstaltet. 2003 gelang es Adilton Mariano, 34 Minuten lang auf der Riesenwelle zu gleiten. Der Brasilianer Picuruta Salazar konnte 37 Minuten lang auf der Welle surfen, dabei legte er mehr als 12 Kilometer zurück. Rechnerisch ergibt das eine Wellengeschwindigkeit von knapp 20 km/h.